# Pachyteria pryeri
Pachyteria pryeri es una especie de escarabajo longicornio del género Pachyteria, tribu Callichromatini. Fue descrita científicamente por Ritsema en 1888.
Se distribuye por Indonesia y Malasia. Mide 27,3-35 milímetros de longitud. El período de vuelo ocurre en los meses de abril, mayo, junio y septiembre.